# 桑迪·里昂
桑迪·大衛·里昂·羅培茲（西班牙語：Sandy David León Lopez，1989年3月13日—），為美國職棒大聯盟的捕手，目前效力於亞特蘭大勇士。他先前曾效力於國民、紅襪、印地安人、馬林魚、雙城與遊騎兵等隊。

## 職業生涯

### 華盛頓國民
里昂在2007年1月17日和國民隊簽約，同年從新人聯盟出發。2012年5月13日，里昂被叫上大聯盟。他在隔日完成大聯盟初登場，結果卻在第四局蹲捕時與跑者發生碰撞而受傷。

### 波士頓紅襪
2015年3月30日，里昂被交易到紅襪隊。他在7月21日被球隊指定讓渡，並在30日被下放3A。不過他後來仍在9月初重回大聯盟，整年出賽41場比賽，打擊率1成84與3分打點。
2016年，里昂先從小聯盟出發。後來因為兩位捕手Ryan Hanigan和Blake Swihart都進了傷兵名單，因此里昂獲得了大聯盟出賽機會。該年他的打擊率為3成10，並敲出7轟與35分打點。
2017年，他出賽85場比賽，打擊率為2成25，並敲出7轟與39分打點。2018年，他開始與克里斯蒂安·瓦茲奎茲分擔捕手位置。整季打擊率僅1成77，並敲出5轟與22分打點。紅襪隊在這年拿下108勝54敗，並一路闖進世界大賽。里昂在世界大賽共6打數敲出3支安打，最後紅襪4勝1敗奪冠。
2019年3月底，里昂再次被下放3A。原本他即將成為自由球員，不過隨著Swihart被指定讓渡，里昂也和紅襪隊續約。同年5月中，他的女兒出生。整季里昂的打擊率為1成92，並敲出5轟與19分打點。

### 克里夫蘭印地安人
2019年12月2日，紅襪隊將里昂交易到印地安人隊，換來Adenys Bautista。2020年他出賽25場比賽，打擊率僅1成36，並敲出2轟與4分打點。球季結束後成為自由球員。

### 邁阿密馬林魚
2021年1月3日，里昂和馬林魚簽下小聯盟合約，並受邀參與春訓。4月21日，因為球隊捕手Jorge Alfaro受傷，因此里昂登上大聯盟。

### 克里夫蘭守護者
2021年11月22日，他和守護者簽下小聯盟合約。

### 明尼蘇達雙城
2022年8月2日，守護者將里昂交易到雙城，換來Ian Hamilton。該年他的打擊率為1成79，並打回4分打點。

### 德州遊騎兵
2023年1月11日，里昂與遊騎兵簽下小聯盟合約。他在3月27日被釋出，不過又和球隊續簽合約。
他在4月10日登上大聯盟，不過只繳出1成46的打擊率，最後他在6月14日被指定讓渡，21日成為自由球員。

### 重回克里夫蘭
2023年7月1日，里昂加盟守護者，他在3A繳出2成20的打擊率，並敲出2轟與4分打點。他在球季末成為自由球員。

### 亞特蘭大勇士
2024年1月17日，里昂與皇家簽下小聯盟合約。他在3月23日被釋出。4月2日，他與勇士簽下小聯盟約。並在球季末續簽合約。 2025年，他從3A開季，7月21日，他重新回到大聯盟。

## 個人生活
里昂本身是名基督徒，目前育有1子1女。長子於2017年出生，長女在2019年出生。

## 外部連結
- 球員資訊和成績在MLB ，ESPN ，Retrosheet ，Baseball Reference ，Baseball Reference (Minors) ，Fangraphs ，The Baseball Cube （英文）
- 桑迪·里昂的X（前Twitter）
- 桑迪·里昂的Instagram帳戶